# Plaža Nugal
Plaža Nugal je nudistična plaža na Makarski rivieri na Hrvaškem med mesti Makarska in Tučepi. Nahaja se v prodnatem zalivu, obdanem s strmimi pečinami. Do plaže je pot dostopna le peš po urejeni, a kamniti poti ob obali iz Makarske (30 minut hoje) ali iz Tučepov.